# Провідна рукавичка

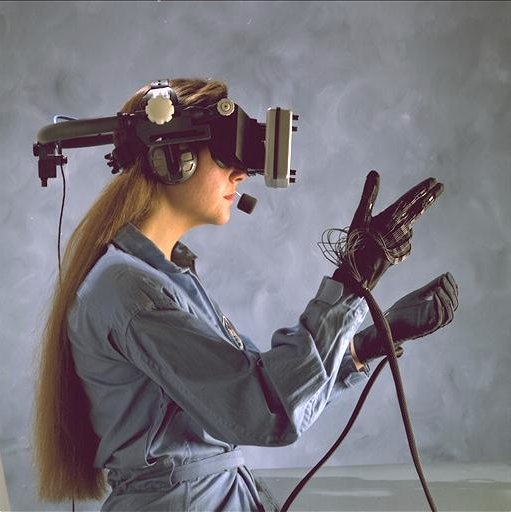
Жінка, що керує дисплеєм на голові, використовуючи дротові рукавички

Провідна рукавичка (англ. data glove, також «рукавичка даних») ― це пристрій введення для взаємодії людини з комп'ютером або цифровим середовищем, який носиться як рукавичка. Їхнє застосування охоплює численні приклади, де рух руки стає командою, а дотик — частиною взаємодії з комп’ютером.

## Вступ
Провідна рукавичка — це переносний пристрій, що дозволяє користувачеві керувати комп’ютером або віртуальним середовищем за допомогою рухів руки та пальців.
Для реєстрації фізичних даних, як от згинання пальців, використовуються різні сенсорні технології. Часто ― пристрій відстеження руху, скажімо магнітний пристрій відстеження або інерційний пристрій відстеження, приєднується для збирання даних про положення та обертання рукавички в просторі. Потім ці рухи визначаються програмним забезпеченням що додається до рукавички, отже будь-який рух може розпізнаватися як певна команда або дія. Потім жести можуть бути інтерпретовані як корисна інформація, наприклад, для розпізнавання жестової мови або інших символічних завдань (призначень).
Дорогі висококласні рукавички з дротом, також можуть забезпечувати тактильний зворотний зв'язок, який ніби дає відчуття дотику. Це дозволяє використовувати рукавичку з проводом, також як пристрій виведення даних. Зазвичай, провідні рукавички були доступні лише за величезною ціною, а давачі згинання пальців і пристрій стеження, доводилося купувати окремо. Провідні рукавички часто застосовуються в середовищах віртуальної реальності та для наслідування руху рук роботів.

## Застосування
Завдяки здатності розпізнавати рухи рук і забезпечувати дотиковий зворотний зв’язок, провідні рукавички стали ключовим інтерфейсом у взаємодії людини з цифровим простором — від віртуальної реальності до робототехніки, тобто провідна рукавичка — це не просто пристрій, а продовження руки у світі цифрових дій.
У реабілітації поранених військовослужбовців, які втратили пальці або частину руки, провідні рукавички можуть відігравати важливу роль. Завдяки здатності відстежувати рухи залишкової кінцівки та забезпечувати дотиковий зворотний зв’язок, такі пристрої допомагають пристосуватися до протезів, відновлювати навички керування технікою, а також сприяють психологічному відновленню через повернення відчуття дотику та контролю. Сучасні моделі рукавичок можуть бути інтегровані з протезами, створюючи взаємозв'язок між тілом і цифровим середовищем — що особливо важливо для бійців, які прагнуть повернутися до активного життя.

### Приклади українських розробок
Esper Hand — високотехнологічний протез руки, розроблений українською компанією Esper Bionics.
- Має сенсори руху та штучний інтелект, який пристосовується до звичок користувача.
- Встановлюється безкоштовно для українських військових, які втратили кінцівки на війні.
- Понад 70 бійців уже користуються Esper Hand.
Protez Hub — системна підтримка протезування в Україні
- Навчає фахівців, створює національні стандарти та магістерські програми з протезування.
- Працює з Міністерством охорони здоров’я та соціальної політики України.
- Підтримує реабілітацію військових, зокрема через створення центру протезування на базі МВС.
Victoria Hand Project — міжнародна підтримка українських клінік
- З 2023 року понад 140 українців отримали протези рук від канадського проєкту.
- Працює з клініками у Львові, Вінниці та Києві.
- Використовує 3D-друк для створення доступних протезів.
Завдяки здатності відстежувати жести та забезпечувати тактильний зворотний зв’язок, провідні рукавички стали важливим застосунком у віртуальній реальності, робототехніці та дослідженнях інтерфейсів людина-комп’ютер.